# 拉姆·達斯
拉姆·達斯（Ram Dass，1931年4月6日—2019年12月22日），生名為 Richard Alpert ，追隨者暱稱他 Baba Ram Dass。他是美國籍的心靈導師、心理學家，以及作者，最知名的著作為《Be Here Now》(1971) ，在70年代啟發美國人對東方身心靈哲學與瑜伽的興趣，對戰後嬰兒潮世代影響尤其深遠。
1960 年代初期，Ram Dass和哈佛大學的同事 Timothy Leary 相處密切，兩人以心理系教授的身份，進行一連串迷幻藥療性試驗。此外，當時還未改名的 Richard Alpert 也幫助哈佛神學院研究生 Walter Pahnke 進行迷幻藥與神聖體驗的雙盲測試，該實驗以理論派學生為控制組，實驗結果則發表於該生 1962 年的著作《Good Friday Experiment》中。。雖然在 60 年代尚無法令明文禁止使用迷幻藥，Timothy Leary 和 Ram Dass 在 1963 年依舊雙雙被哈佛大學解職。
1967 年，Alpert 前往印度追尋身心靈成長，成為印度導師 Neem Karoli Baba 的門徒，導師為他取了新名字——Ram Dass，意思為「神的僕人」。返回美國後，他成立了 Seva Foundation 和 Hanuman Foundation 進行慈善活動。在1 970、80、90 年代，Ram Dass 將演講教學，以及舉辦僻靜修行的收入，用於營運旗下慈善基金會。1997 年，他因嚴重中風導致右半身癱瘓，留下布若卡氏區腦損傷後遺症，影響了語言表達能力。然而，Ram Dass 將中風視為生命的禮物，他重新學習講話，並再次投入寫作和教學活動。2004年，他到印度旅行時染上惡疾，從此他不再旅行，搬往夏威夷的茂宜島度過餘生，在島上透過網站與 podcast 傳播所學，也和好友們如 Krishna Das、Jack Kornfield、Surya Das 等人定期舉辦僻靜修行活動，直到 2019 年過世為止。在他離世後，Be Here Now Network 與 Love, Serve, Remember Foundation 持續提供免費共享資源，對後世宣揚他的教誨。

## 青年與教育時期
Alpert 生於美國麻塞諸塞州，紐頓市的猶太裔家庭。父親 George Alpert 是在波士頓執業的律師。Alpert 幼時接受傳統猶太裔男孩的「割禮」儀式，但他日後宣稱對該儀式「本質上的空洞」相當失望。早年他認為自己是無神論者，對任何宗教都沒有親近感，直到他第一次嘗試了迷幻藥，才首次瞥見神的存在。
Alpert 就讀 Williston Northampton 中學，在1948年以優等生（Cum Laude）成績畢業。1952 年，Alpert 畢業於 Tufts 大學藝術學士，雖然父親曾希望他接著進修醫學系課程，但是他選擇轉向心理學科。1954 年 Alpert 在 Wesleyan 大學取得心理系碩士學位，指導教授 David McClelland 推薦他到史丹佛大學繼續深造。1957 年他於史丹佛大學取得心理博士學位，博士畢業論文主題為《成就焦慮》。在史丹佛任教一年後，他轉任心理分析師。

## 哈佛大學授課與研究
當恩師 McClelland 搬到麻塞諸塞州，劍橋後，也從史丹佛大學轉調至哈佛大學執教鞭，並且在 1958 年幫助 Alpert 取得哈佛大學特約臨床心理學助理教授職位，同時在校內社會關係學院、心理學院、大學教育處，以及健康中心擔任治療師。Alpert 專精領域為「人類動機」與「人格建立」治療，此時他發表第一本著作《自我認同與孩童教養》。
McClelland 時任哈佛大學人格研究中心主任，和該校另一位臨床心理學講師 Timothy Leary 有密切合作關係，Alpert 身為研究室執行人員，因此結識同樣在在此進行實驗的 Timothy。1961 年， Alpert 完成在加州柏克萊大學的客座研究後返回哈佛，正式加入 Timothy 主導的「哈佛大學迷幻藥計畫」，研究致幻藥物的臨床療癒效果。實驗藥物包含迷幻劑、LSD-25，以及其他化學合成藥劑。此外，Alpert 還幫助哈佛神學院研究生 Walter Pahnke 在1962年出版的著作《Good Friday Experiment》中，以理論派學生作為控制組，進行迷幻藥與神聖體驗的雙盲測試。
1962年，Alpert 和 Leary 在於麻塞諸塞州，劍橋，共同創立「國際聯邦內在自由組織」（International Federation for Internal Freedom，簡稱 IFIF ），兩人並列組織董事，持續進行迷幻藥物用於宗教領域的研究。然而 Alpert 和 Leary 在 1963 年正式被哈佛大學開除。根據時任該校校長 Nathan M. Pusey 的說法：解職 Leary 是因為他不經告知就離開劍橋，並無故不出席上課； Alpert 則被懷疑給大學生服用致幻藥物。

### 反社會主義的迷幻實驗（1963-1967）
1963 年，Leary 和追隨者們搬到位於紐約州，米爾布魯克的希區考克莊園。能成功租下此處，主要得感謝 IFIF 紐約分部執行長，同時也是梅倫遺產繼承人Peggy Hitchcock 為她哥哥 Billy 的安排。Alpert 和 Leary 從先前參與「哈佛大學迷幻藥計畫」的人員中再度組織新的交流團體，並將該團體重新命名為Castalia 基金會（命名靈感來自 Hermann Hesse 的小說《玻璃彈珠的遊戲》）。Castalia 基金會以米爾布魯克為根據地，開始將活動成果刊載在自創的《Psychedelic Review》月刊中，希望能幫助人們耕耘內心的神性。聚會中時常舉辦團體 LSD 體驗活動，希望能藉此尋找通往更高意存在的永久途徑。基金會也會舉辦週末僻靜修行活動，大眾可以到此透過冥想、瑜伽、團體療癒等方式，感受無需藥物輔助的心靈體驗。
1964 年，Alpert 與 Leary 和 Ralph Metzner 以《西藏生死書》為基礎文本，共同推出《The Psychedelic Experience》一書；1966年，Alpert 和 Sidney Cohen 共同寫作出《LSD》。
1967年，Alpert 來到位於紐約格林威治村的「探索身心靈聯盟」中心（League for Spiritual Discovery）發表演說。

## 追尋身心靈與改名
1967年，Alpert來到印度旅行，結識美國籍心靈追尋者Bhagavan Das，之後他來到位於 Kainchi 的廟宇，加入 Neem Karoli Baba 門下。Alpert 稱呼 Neem Karoli Baba 為 Maharaji，Maharaji 也為他取了新名字「Ram Dass」，意思為「神的僕人」，描述神轉生為 Ram、或 Rama 國王的故事。Alpert 也和另一位印度心靈導師 Meher Baba 有往來，在其後幾本著作也提到這位導師的事蹟。

### 《Be Here Now》
當 Alpert 以 Ram Dass 的新身份返回美國後，他來到位於新墨西哥州，陶斯市的 Lama 基金會。他在 1967 年幫助 Steve Durkee（又名Nooruddeen Durkee）與 Barbara Durkee（又名 Asha Greer 或 Asha von Briesen）創建反社會文化的身心靈團體，並在當地成立向 Neem Karoli Baba 致敬的寺廟。在Lama基金會做客的時期，Ram Dass 對住民們展現他在印度期間撰寫的手稿，命名為《From Bindu to Oias》，住民們協助他編輯內文、繪製插畫，並排版成冊，取名為《Be Here Now》，在 1971 年推出後即成為暢銷書。《Be Here Now》是 Ram Dass 在印度心靈之旅的總結，全書共416頁，由 Lama 基金會出版，內容關於「如何成為有意識存有的方法」，例如他推薦的身心靈訓練技巧，與一些名言佳句介紹。這本書的營收幫助 Lama 基金會繼續營運了好幾年，其後該基金會將書本版權，以及一半版稅轉讓給陶斯市的 Hanuman 基金會。

## 創辦基金會與生/死計畫
在1970年代，Ram Dass 將心力集中在教學、寫作，以及基金會工作中。1974年，他成立 Hanuman 基金會，性質為非營利教育與服務組織，主要推行「監獄-寺廟計畫」，Hanuman 基金會現更名為「人權關懷基金會」（Human Kindness Foundation），透過教育、媒體，以及社群服務活動，進而改善社會大眾身心靈健全狀態。1978年，Ram Dass 也和公共衛生領導者 Larry Brilliant、人道主義行動者 Wavy Gravy 共同創辦 Seva 基金會，由健康照護工作者們幫助遠在印度、尼泊爾，以及其他開發中國家的盲者，該基金會現轉型為全球性健康管理組織。
1970年代早期，Ram Dass 在全美國境內開設工作坊，教導人們如何有意識地面對老化與死亡，Elisabeth Kübler-Ross 是他的學生之一。Ram Dass 和他在印度結識的朋友，時任 Hanuman 基金會執行總監 Dale Borglum 一齊創建「生/死計畫 Living/Dying Project」，該計劃在1986年啟動，由Dale Borglum 擔任執行總監，並且在新墨西哥州，聖塔菲市設立「瀕死中心」，是為美國境內第一個居住型的安寧機構，人們入住該中心「有意識地」等待死亡。
Love Serve Remember 基金會主要是傳承來自 Neem Karoli Baba 與 Ram Dass 的教導。Ram Dass 也會到 Metta 學院提供瀕死照護者應具備的「覺知與同理心」訓練課程。
自從創建 Hanuman 基金會之後，Ram Dass 將畢生著作的版稅與教學收入全數捐給基金會，以及其他慈善事業。據估計，他一年捐出的收益從 10 萬至 80 萬美金不等。

## 晚年生活
60歲後，Ram Dass 首度想要認真探索猶太教真義，「我相信自己投生在猶太家庭中不是意外，所以我需要尋找榮耀這件事的方式。」他說。「從印度教的角度來看，每個人選擇投生的環境是最需要自我挑戰的地方，如果一個人只想盡可能逃避，無論是什麼，他就輸了。」
在 1974 年的記者會中，Ram Dass 公開批評 Timothy Leary，導致兩人漸行漸遠。1983 年，兩人在哈佛大學達成和解，距離他們被開除的事件已經過了 20年。接著兩人在 1996 年 Leary 過世前再度重逢。
1997 年二月，Ram Dass 遭逢嚴重的中風事件，留下「表達性失語症」後遺症，他認為這是神的恩典。他說：「這場中風帶給我功課，我理解這是神績的彰顯——只是比較激烈而已。死亡是我們面臨的最終挑戰，所以一定要有面對任何變化的心理準備。」接著，Ram Dass 再度來到印度旅行，卻染上幾乎致死的重大感染症。2004 年，他決定搬到夏威夷州的茂宜島居住，在 2019 年過世前都未離開。
這段時間，他依舊在茂宜島的小型場地舉辦公開演講、僻靜修行，同時透過網路直播授課。當他在採訪中被問到是否能為自己的一生做總結，他說：「幫助別人是我自我修行的方式，我也藉由自我修行來幫助別人。對我來說，這就是整場（生命）遊戲的意義。」1991年八月，Ram Dass 獲得「和平修道院良知勇氣獎」（Peace Abbey Courage of Conscience Award）。
2003 年，Wayne Dyer 曾發表請眾人捐款支持 Ram Dass 的請願書，因為他的健康狀況在中風後日漸衰弱：
現在輪到我們站出來的時候…。Ram Dass 的身體無法承受更多旅行風險，他搬到茂宜島，我也在此居住與寫作。我常和他聊天，時常被他那雙謙虛的藍眼睛裡湧出的淚水打動，對於自己沒有準備周全的老年健康計劃，他感到很抱歉，讓現在的他成為別人的負擔。Ram Dass 依舊有很強的寫作與教學慾望，但不是透過旅行，所以我們可以主動來到他的身邊。茂宜島的環境很療癒，是他期望久居的所在，只是他目前居住的房屋不屬於他，也有隨時失去住所的危機。我現在祈請各位踴躍捐款，幫助 Ram Dass 買下此屋，並且設立能照顧這位老師的基金會。他把一生都奉獻為他人募款，確保他人擁有美好未來，現在是實踐 Ram Dass 善行的好時機，懇請大家慷慨解囊，因為沒有人比他更值得我們的愛與金援關懷。
2013年，Ram Dass 出版過去的教學回憶錄與摘要，名為《Polishing the Mirror: How to Live from Your Spiritual Heart》。82歲時，他接受關於本書的採訪，提到早年對於老年與死亡的反思，對現在遲暮之年的來說相當熟悉，「現在我 80 幾歲了。我一直在老去，也慢慢走向死亡，我越來越靠近人生的終點了…。現在，我準備好面對生命所有可能發生的事。」
Ram Dass 於 2019 年 12 月 22 日過世，享年 88 歲。

## 個人生活
在 1990 年代，Ram Dass 探討自身雙性戀傾向，他說：「我越來越常談論雙性戀的主題，我的感情世界和男性與女性都有關。」接著他補充：「我說自己是同性戀，其實我也不是同性戀，更不是『非同性戀』，我不屬於任何範疇，這是我的覺知。」
24歲時，Ram Dass 和同在史丹佛大學主修歷史的同學 Karen Saum 短暫交往，其後對方生下了一個兒子。當居住在北卡羅來納州，是年 53 歲的銀行員 Peter Reichard 得知母親對自己的生父有所疑慮，以 DNA 檢測證實生父為 Ram Dass，也讓 Ram Dass 在 78 歲那年多了為人父，以及為人祖父的身份。
Ram Dass 是只吃海鮮的素食者。

## 中文譯作
| 年分   | 書籍名稱                                                                                                  | 出版社           | 作者/譯者                       | 國際標準書號       |
| ------ | --- | ---------------- | ------------------------------- | ------------------ |
| 1998年 | 《與慈悲的宇宙連結》（How Can I Help? Stories and Reflections on Service）                                | 生命潛能出版社   | 拉姆·達斯＆保羅·高曼/許桂綿     | ISBN 957829204X    |
| 2014年 | 《擦亮心靈之鏡：拉姆．達斯的活在當下之道》（Polishing the Mirror: How to Live from Your Spiritual Heart） | 方智出版社       | 拉姆·達斯＆拉米西瓦·達斯/廖世德 | ISBN 9789861753638 |
| 2017年 | 《當老發生時，只能絕望嗎？：不管你是上流還是下流老人，你所害怕的事，都將成為美好的禮物》（Still Here）    | 柿子出版社       | 羅摩‧達斯/袁婉馨                | ISBN 9789869565301 |
| 2019年 | 《做一個會老的人》（電子書）                                                                              | 千華駐科技出版社 | 拉姆·達斯                       |                    |